# 安藤氏

家紋：丸に木瓜（常陸安藤氏）

安藤氏（あんどうし）は、日本の氏族の一つ。

## 津軽の安藤氏
鎌倉時代から戦国時代の末まで、陸奥国・出羽国の北部に勢力を張った武士の氏族で、本姓は安倍を称した。室町時代頃より安東氏を称するようになり、宗家は戦国時代の末に秋田氏と改め三春藩主となった。下国氏、湊氏等が派生している。

## 三河国の安藤氏
元は三河国の土豪の氏族。『続群書類従』第七輯上「安藤系図」では津軽の安藤氏の嫡流であるように記載している。徳川家に仕え、子孫は紀州徳川家の付家老家（維新立藩で田辺藩主）、磐城平藩主などとなった。分家に旗本阿久和安藤家がある。維新後、旧磐城平藩主家が華族の子爵家、旧田辺藩主家は華族の男爵家に列せられた。

## 美濃国の安藤氏
藤原秀郷を遠祖とし、伊賀氏を称していたが守就の代より安藤氏に改めた氏族。子孫は土佐藩士となった。

## 安積国造裔
陸奥国安積郡にかつてあった安積国の国造の末裔に安藤氏があった。

## 清和源氏村上氏流安藤氏
清和天皇を祖とする村上氏の流れに安藤氏がある。
```
系譜：清和天皇 - 貞純親王 - 経基王（源経基）（賜・源朝臣） - 満仲 - 頼信 - 頼清 - 家宗 - 家基 - 安藤太郎長基 - 高松院蔵人 - 成基 - 兵庫頭基重 - 判官代業基
```

## 武蔵国の安藤氏
武蔵国橘樹郡の菅沼七党のひとつに安藤氏あり。

## 相模国の安藤氏
相模国足柄郡宮の下に、上杉氏の家臣たる安藤氏あり。

## 常陸国の安藤氏
常陸国などにも安藤氏がいる。『地蔵霊験記』に建長年間（1249年 - 1255年）の人物として安藤五郎の名を載せ、鎌倉時代から南北朝時代までを記した『保暦間記』にも安藤五郎の名を載せる。安藤五郎は安東氏の祖とする系図もあるため、常陸国の安藤氏は安倍氏流安藤氏と同祖か。また明徳2年（1391年）熊野参詣願文に安藤四郎国守の名が見える。家紋は丸に上がり藤、丸に下がり藤、丸に木瓜。

### 秋田藩士 安藤氏
安藤右京は明応年間（1492年～1501年）に常陸守護 佐竹義舜に供奉するという。その裔、常陸国より佐竹氏の秋田転封に随行し出羽国に移住する。
```
系譜：安藤右京 - 将右 - 飛弾守 - 久右 - 右清 - 右重 - 右将 - 太郎左衛門右貞
```

安藤重長は佐竹義宣の秋田転封に随行し、秋田郡大館に住まうという。
```
系譜：安藤重長 - 重友 - 重治
```

### 水戸藩の尊王志士・義民たる安藤氏
- 安藤忠之進 - 水戸藩士。先手同心組。諱は忠重。天狗党の乱に与して下総国関宿藩に拘禁される。慶応元年（1865年）4月25日、武蔵国岩槻藩の獄にて獄死。享年23（24とも）。靖国神社合祀[5]。
- 安藤杢之進 - 水戸藩士。馬廻組後に広間詰。父は杢之進安定。初名は新之丞で諱は定愛という。天狗党に属し、元治元年（1864年）、捕らわれ獄に下る。慶応元年（1865年）10月25日、水戸で斬首。享年35。靖国神社合祀[6]。
- 安藤東之進 - 那珂郡小場村の郷士。歩兵列 安藤幾平則賢の長男。那珂湊、鹿島と転戦。元治元年（1864年）9月5日 (旧暦)、棚倉藩兵に攻められて舟中にて討ち死にする。享年33。靖国神社合祀[7]。
- 安藤次郎右衛門 - 那珂郡小場村の里正格組頭。諱は定之。天狗党の乱に天狗勢として加わるが、元治元年（1864年）10月22日、榊原新左衛門勢の降伏に悲噴し自刃する。享年52。靖国神社合祀[8]。
- 安藤又四郎 - 那珂郡小場村の百姓。慶応2年（1866年）7月10日、江戸佃島にて獄死。享年41（45ともいう）、靖国神社合祀[9]。
- 安藤繁之介 - 浪人。名は繁蔵とも。諱は貞吉、慶応元年2月15日、越前国敦賀で斬首[10]。
- 安藤正之介 - 天狗党の林正徳組に属する。穀留中間。慶応元年（1865年）2月15日、越前国敦賀で斬首[10]。
- 安藤彦之進 - 安藤信明の長男。与力。元治元年（1864年）に武田耕雲斎に随って転戦し、捕えられる。慶応元年（1865年）2月15日、斬首。享年27。敦賀松原に墓がある。贈従五位。靖国神社合祀[10]。
- 安藤兵吉 - 常陸国の百姓。天狗党に属し、太平山の挙兵に加わる。捕えられて元治元年（1864年）11月3日、斬首[10]。
- 安藤政五郎 - 那珂郡門井村の百姓。組頭。天狗党に属し、那珂湊で戦い砲創を負う。慶応元年（1865年）9月17日、死去。享年38。靖国神社合祀[9]。